# Hakuto-R M2
Hakuto-R Mission 2, también denominada Hakuto-R M2 y Resilience, fue una misión robótica de alunizaje llevada a cabo por la compañía japonesa ispace, sucesora de la misión Hakuto-R M1. Su objetivo principal era llevar un rover a la superficie lunar, junto con otras cargas. La misión fue lanzada el 15 de enero de 2025, y tras varios meses de trayectoria el intento de alunizaje tuvo lugar el 6 de junio. Durante el descenso la comunicación se perdió unos 90 segundos antes del tiempo estimado de aterrizaje, lo cual fue causado por un impacto prematuro contra la Luna, poniendo así fin a la misión.

## Antecedentes
El programa Hakuto-R de ispace tiene como objetivo proporcionar un servicio de transporte y exploración lunar a diversos actores del sector espacial, como agencias espaciales o compañías privadas. El nombre del programa deriva del equipo Hakuto, que participó en la competición Google Lunar X Prize para desarrollar una misión robótica privada a la Luna. Este, a su vez, fue nombrado haciendo referencia a una criatura del folclore japonés.
La primera misión del programa, Hakuto-R Mission 1, llevaba un rover del Centro Espacial Mohammed bin Rashid y fue lanzada en diciembre de 2022, teniendo un aterrizaje fallido el 25 de abril de 2023. Tras el fin de esta misión comenzó el desarrollo de la siguiente, con el mismo diseño general pero con algunas mejoras obtenidas a partir de datos recogidos por su predecesora.

## Elementos de la misión

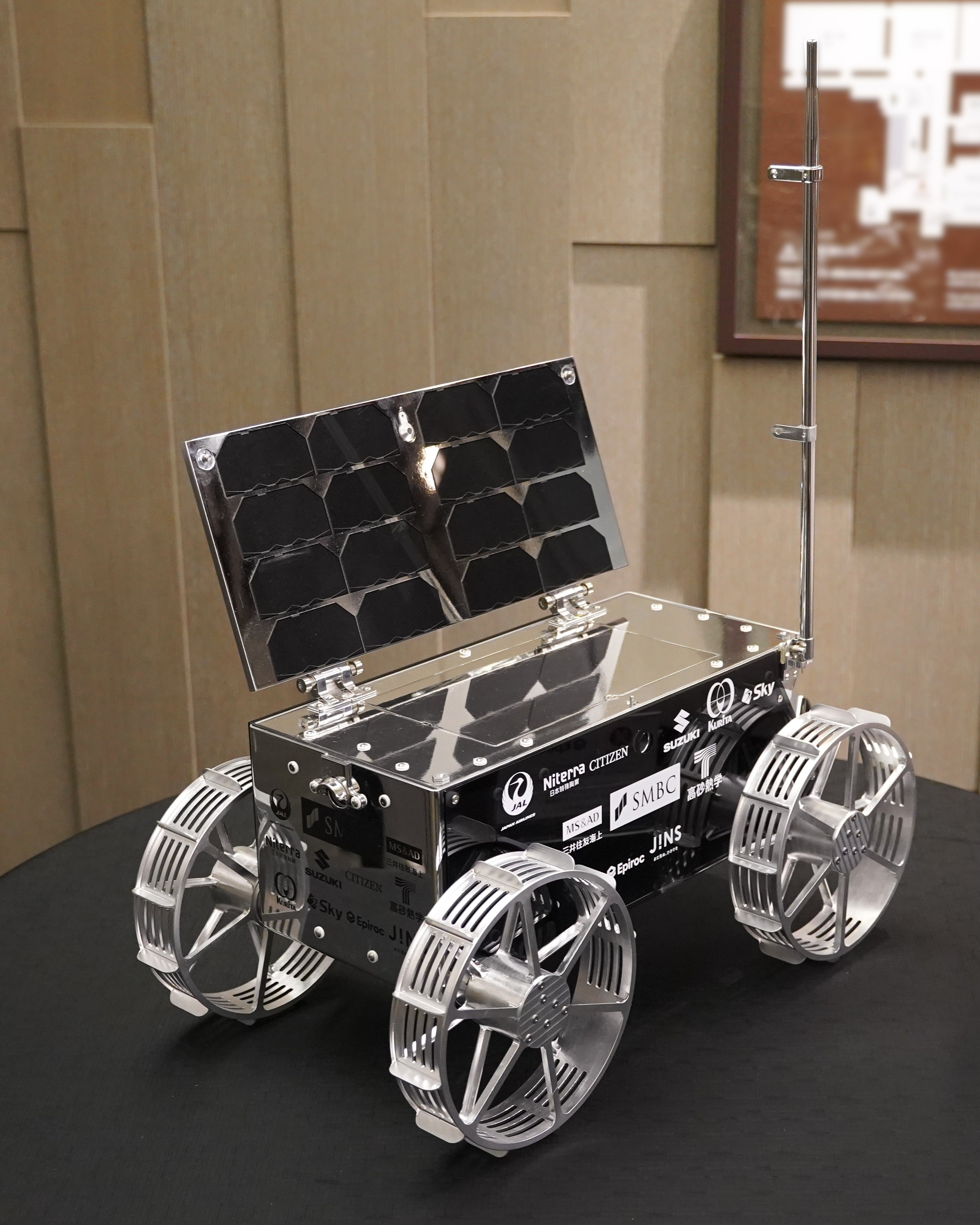
Modelo del rover TENACIOUS

El módulo de aterrizaje, denominado RESILIENCE, tenía 2.3m de altura, 2.5m de ancho y una masa de 340kg. En su interior había varias cargas útiles, entre ellas un rover que se movería por la superficie lunar.

### Rover
El rover de la misión, llamado TENACIOUS, fue desarrollado y fabricado en Luxemburgo, en la filial europea de ispace. Se trata del primer rover lunar construido en Europa, y su desarrollo contó con financiación del programa LuxIMPULSE, gestionado por la Agencia Espacial de Luxemburgo (LSA) e implementado por la ESA. Con unos 5kg de masa, su misión era explorar el área cercana al punto de aterrizaje y recolectar muestras de regolito lunar.
Además de instrumentos científicos, el rover llevaba en su interior una caseta en miniatura llamada Moonhouse, obra del artista sueco Mikael Genberg.

### Otras cargas útiles
Además del rover, el aterrizador contaba con otros instrumentos y cargas:
- Un instrumento para realizar electrólisis de agua, de Takasago Thermal Engineering Co., socio de HAKUTO-R
- Un módulo para realizar experimentos de producción de alimentos, de Euglena Co.
- Una sonda de radiación del espacio profundo, desarrollada por la Universidad Nacional Central de Taiwán

- Una placa metálica conmemorativa basada en la "Carta del Siglo Universal" de Gundam, desarrollada por Bandai Namco Research Institute, Inc.
- Un disco de memoria desarrollado por Unesco, con contenido en 275 idiomas y artefactos culturales[16]

## Desarrollo de la misión

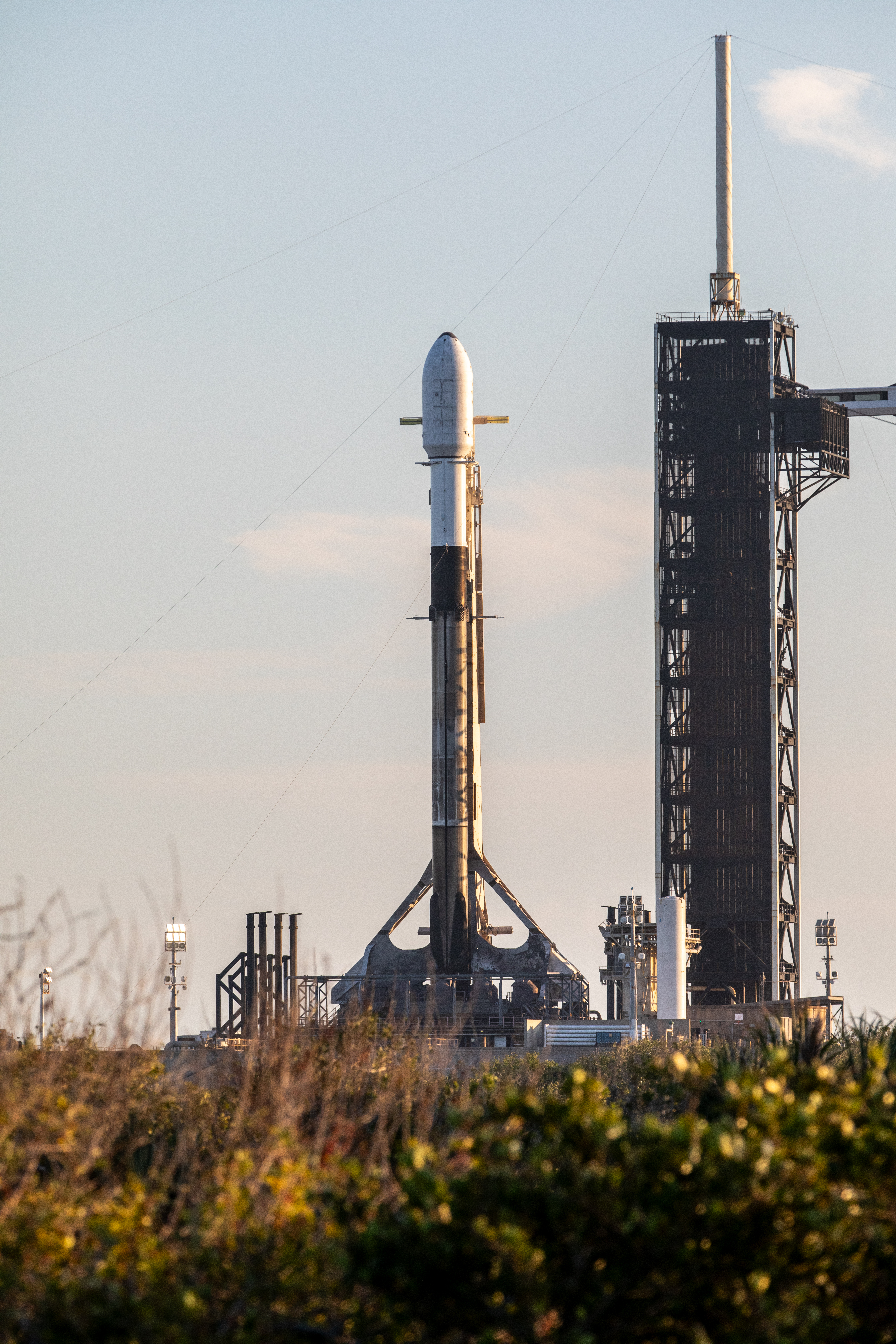
Cohete Falcon 9 en el Centro espacial Kennedy poco antes del lanzamiento de Hakuto-R Mission 2 y Blue Ghost Mission 1.

El aterrizador completó los ensayos en vacío en junio de 2024. El rover, integrado más tarde en este, fue completado en agosto. En noviembre del mismo año el aterrizador llegó al lugar de lanzamiento en Florida.
La misión fue lanzada el 15 de enero de 2025 a las 06:11:39 UTC (01:11:39 EST, hora local del lanzamiento) por un cohete Falcon 9 Block 5. En el mismo cohete se encontraba el vehículo de la misión Blue Ghost Mission 1, que llegó antes a la Luna. La diferencia en los tiempos de misión se encuentra en el tipo de trayectoria, más larga en el caso de Hakuto-R M2 para ahorrar energía.
La trayectoria de la misión realizó una maniobra de asistencia gravitatoria en la Luna el 15 de febrero para así poder entrar en una fase de transferencia de baja energía, regresando al campo gravitacional del satélite dos meses después. La nave llegó a órbita lunar el 6 de mayo, y el 28 de mismo mes realizó una maniobra para situarse en una órbita circular de 100km de altura.
La fecha y hora estimadas para el aterrizaje fueron el 5 de junio a las 19:17 UTC (6 de junio a las 04:17 en Japón), asumiendo que el el candidato principal para el lugar de aterrizaje en Mare Frigoris, sería elegido. En caso de que se decidiera aterrizar en uno de los otros tres puntos considerados, el aterrizaje habría tenido lugar en otro momento. El lugar nominal fue finalmente seleccionado, manteniendo la fecha original del alunizaje.
Durante la secuencia de descenso la comunicación se interrumpió antes del momento esperado de aterrizaje. Más tarde se confirmó que al aterrizador fracasó en completar el alunizaje, impactando contra la superficie lunar. El 24 de junio de 2025, ispace publicó un análisis técnico identificando una anomalía en el sistema LRF (Laser Range Finder) como la causa del impacto inesperado.

## Zona de aterrizaje

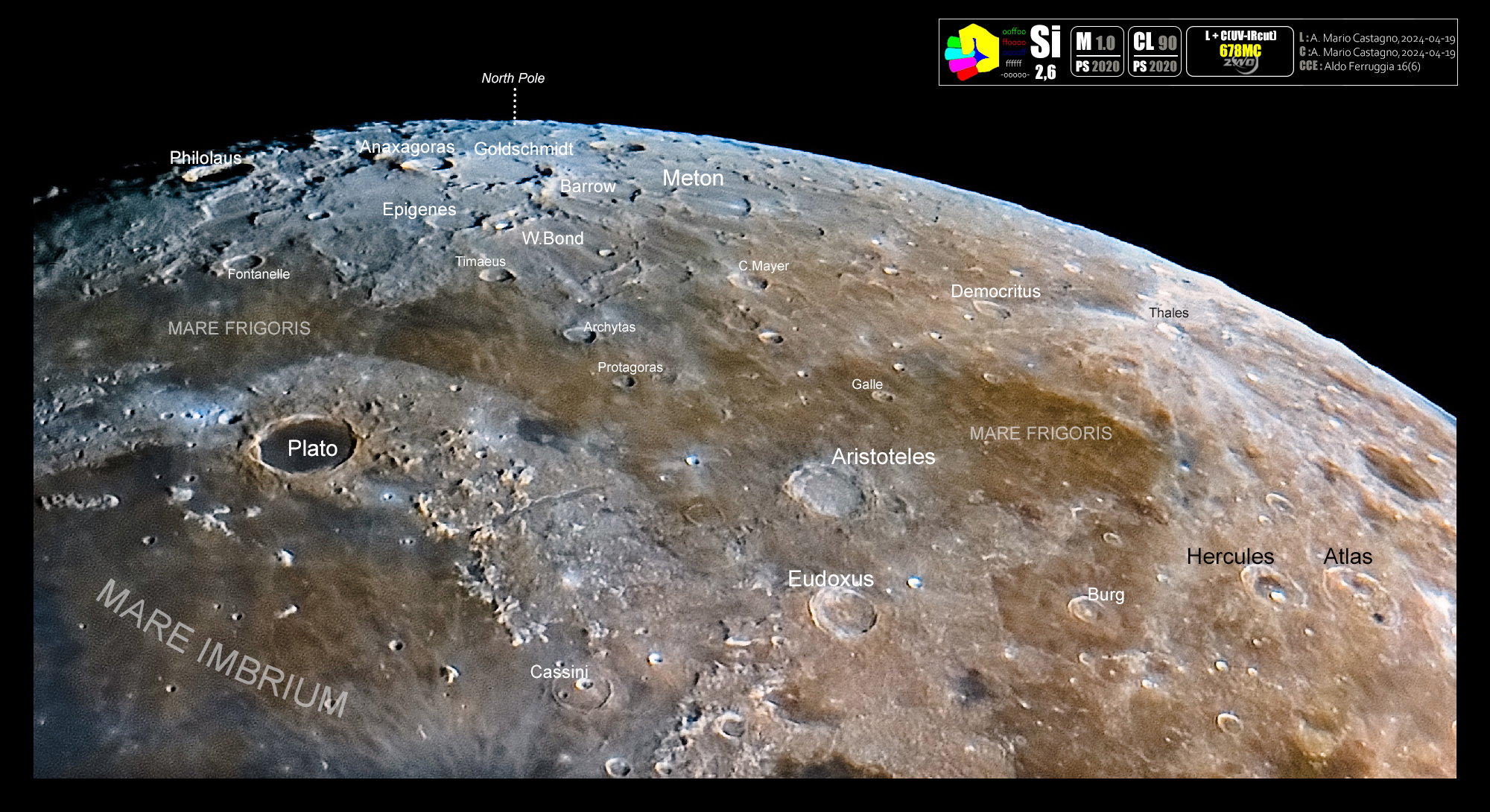
Mare Frigoris

Imágenes de la zona de aterrizaje antes y después del impacto

La zona nominal de aterrizaje de la misión estaba situada en el extremo septentrional de Mare Frigoris (60.5º norte, 4.6º oeste), una zona en el norte de la Luna con una línea de visión continua para la comunicación por radio con la Tierra. Se consideraron otros tres lugares de aterrizaje adicionales, también localizados dentro de Mare Frigoris.
En términos generales la zona de aterrizaje fue la misma que la de la misión predecesora, Hakuto-R M1. Sin embargo, la primera misión del programa intentó aterrizar en el cráter Atlas, una localización no considerada para esta misión.

## Comunicaciones
La Agencia Espacial Europea (ESA) dio soporte a las operaciones de la misión al proporcionar comunicación a través de la red de antenas ESTRACK. El rover TENACIOUS iba a ser contorlado desde el centro de control de ispace Europe SA en Luxemburgo. Los comandos serían enviados al centro ESOC de la ESA en Alemania y después a la Luna a través de las antenas de ESTRACK. Las comunicaciones se perdieron poco antes del tiempo estimado de aterrizaje, debido al impacto del vehículo en la superficie lunar.